# アンセルモ・モレノ
アンセルモ・モレノ（Anselmo Moreno、1985年6月28日 - ）は、パナマのプロボクサー。パナマ県サン・ミゲリート出身。元WBA世界バンタム級スーパー王者。

## 来歴

### スーパーフライ級
2002年3月10日、チリキ県バホ・ボケテでフセイン・サンチェス（パナマ）とスーパーフライ級4回戦を行い、4回3-0（40-35×3）の判定勝ちを収めデビュー戦を白星で飾った。
2002年8月3日、ベラグアス県エル・マラニョンでハビエル・テージョ（パナマ）とライトフライ級4回戦を行い、4回1-1の判定で引き分けた。
2002年10月26日、ベラグアス県サンティアゴ・デ・ベラグアスでリカルド・モリナ（パナマ）とライトフライ級4回戦を行い、プロ初黒星となる4回1-2の判定負けを喫した。
2005年1月18日、パナマ県サン・ミゲリートでリカルド・モリナ（パナマ）とWBAフェデセントロスーパーフライ級王座決定戦を行い、9回TKO勝ちを収め王座を獲得した。
2005年8月20日、パマナシティに舞台を移しWBAフェデセントロスーパーフライ級王者でパナマスーパーフライ級王者のリカルド・モリナ（パナマ）と再戦し、フェデセントロ王座返り咲き及びパナマ王座を獲得した。

### バンタム級
2006年5月5日、パナマシティでフェリックス・マチャド（ベネズエラ）とWBAフェデセントロ並びにWBAフェデボルバンタム級王座決定戦を行い、10回3-0の判定勝ちを収めフェデセントロ2階級制覇、フェデボル王座を獲得した。
2006年9月6日、ポルトープランスでフランクリン・バレラ（ベネズエラ）と対戦し、10回3-0の判定勝ちを収め初防衛に成功した。
2007年2月3日、パナマシティでネストール・ウーゴ・パニアグア（アルゼンチン）とWBAフェデカリブバンタム級王座決定戦を行い、10回3-0の判定勝ちを収め王座を獲得した。
2007年6月2日、パナマシティのアレナ・ロベルト・デュランでトマス・ロハス（メキシコ）と対戦し、10回3-0の判定勝ちを収め初防衛に成功した。
2007年8月16日、パナマシティでWBA世界バンタム級7位のリカルド・バルガス（メキシコ）とWBA世界バンタム級挑戦者決定戦を行い、初回1分6秒TKO勝ちを収め2度目の防衛とウラジミール・シドレンコへの挑戦権獲得に成功した。
2008年5月31日、WBA世界バンタム級王者ウラジミール・シドレンコ（ウクライナ）と対戦し、12回3-0（116-112×2、116-113）の判定勝ちを収め王座を獲得した。
2008年9月18日、WBA世界バンタム級13位のセシリオ・サントス（メキシコ）と対戦し、7回3-0（70-63×3）の負傷判定勝ちを収め初防衛に成功した。
2008年10月30日、WBA世界バンタム級7位のロリー松下（フィリピン／カシミジム）と対戦し、12回3-0（120-108、119-109、118-110）の判定勝ちを収め2度目の防衛に成功した。
2009年5月2日、ウラジミール・シドレンコと再戦し、12回2-1（115-113×2、113-115）の判定勝ちを収め3度目の防衛に成功した。
2009年7月4日、フランス・ポワチエでマヤル・モンシプール（フランス）と対戦し、12回2-1（113-115、116-113、116-112）の判定勝ちを収め4度目の防衛に成功した。
2009年12月4日、フレデリック・パトラック（フランス）と対戦し、11回TKO勝ちを収め5度目の防衛に成功した。
2010年3月27日、WBA世界バンタム級暫定王者のネオマール・セルメニョ（ベネズエラ）と王座統一戦を行い、12回2-1（114-113、115-112、112-115）の判定勝ちを収めを王座統一に成功した（記録上は6度目の防衛）。
2010年8月14日、WBA世界バンタム級1位のネオマール・セルメニョと再戦し、12回2-1（117-112、115-113、113-115）の判定勝ちを収め7度目の防衛に成功、WBAからスーパー王座に認定された。
2011年6月17日、WBA世界バンタム級2位のロレンソ・パーラ（ベネズエラ）とパナマシティのアレナ・ロベルト・デュランで対戦。消極的なパーラに対しファンからは大ブーイングが起き野次まで飛ばされた。モレノ自身が両手を上げて挑戦者の奮起を促すも終始前に出ず、8回終了後パーラが拳の負傷を理由に棄権した為TKO勝ちを収め8度目の防衛に成功した。対戦相手のパーラはその後「全てのベネズエラ国民に謝罪したい」と話し引退を表明した。
2011年12月3日、カリフォルニア州アナハイムのホンダセンターでIBO世界バンタム級王者のビック・ダルチニアンと対戦、 12回3-0（116-111、117-110、120-107）の判定勝ちを収め9度目の防衛に成功した。
2012年4月21日、テキサス州エルパソのドン・ハスキンズ・コンベンション・センターでWBA世界バンタム級7位のデビッド・デ・ラ・モラと対戦し、9回TKO勝ちを収め10度目の防衛に成功した。
2012年11月10日、ロサンゼルスのステイプルズ・センターでWBC世界スーパーバンタム級王者アブネル・マレスと対戦し、5回にダウンを奪われ、11回にはモレノがマレスの頭を引っ張ったという理由で1点減点されるなど劣勢を強いられ、12回0-3（110-116×2、106-120）の判定負けを喫し2階級制覇に失敗した。
2013年8月10日、パナマシティのメガポリス・コンベンションセンターでWBA世界バンタム級15位のウィリアム・ウリナ（コロンビア）と対戦し、12回3-0（116-112、118-110×2）の判定勝ちを収め11度目の防衛に成功した。
2014年3月22日、パナマシティのアレナ・ロベルト・デュランでWBA世界バンタム級11位のハビエル・チャコンと対戦し、この試合はハーフポイント制を採用して行われたが、2回にチャコンから2度ダウンを奪うなど試合を優勢に進め、スピードと持ち前のボディーワークを駆使したモレノが12回3-0（118-108、117-108、117.5-109.5）の判定勝ち収め12度目の防衛に成功した。
2014年9月26日、テキサス州メスキートのメスキート・アリーナで、WBA世界バンタム級2位のファン・カルロス・パヤノと指名試合を行うが、2回にバッティングでパヤノが左目上を深くカットしてしまい、その傷が原因で7回開始前にドクターストップがかかり、6回0-3（55-59、56-58×2）の負傷判定負けを喫し13度目の防衛に失敗、6年4ヵ月間保持した王座から陥落した。
2015年9月22日、大田区総合体育館でWBC世界バンタム級王者山中慎介（帝拳）に挑戦し、12回1-2（115-113、113-115×2）の判定負けを喫しWBAに続く王座を獲得出来なかった。
2016年4月30日、パナマシティのアレナ・ロベルト・デュランで元WBC世界スーパーフライ級王者でWBC世界バンタム級1位のスリヤン・ソー・ルンヴィサイとWBC世界バンタム級シルバー王座決定戦を行い、12回3-0（117-109、116-108、117-110）の判定勝ちを収め王座を獲得、山中慎介への再戦の権利を獲得した。
2016年9月16日、大阪府立体育会館でWBC世界バンタム級王者山中慎介と1年ぶりに再戦し初回に左フックで上述のマレス戦以来約4年ぶりのダウンを奪われるも、4回に右フックで山中をダイブさせるダウンを奪い返す。5回にはダウン寸前まで追い詰めたが、6回に左ストレートでダウンを追加され、7回にはカウンターの左ストレートとコンビネーションからの左ストレートで2度ダウンを奪われ試合終了。プロ初のKO負けとなる7回1分9秒TKO負けを喫しリングマガジン王座及びWBAに続く王座を獲得出来なかった。敗戦後、スーパーバンタム級に転向した。

### スーパーバンタム級
2017年5月27日、パナマシティのセントロ・デ・コンベンシオネス・フィガリで元WBC世界スーパーバンタム級王者のフリオ・セハとWBC世界スーパーバンタム級挑戦者決定戦を行い、3回2分32秒KO負けを喫しレイ・バルガスへの挑戦権獲得に失敗した。
2017年6月1日、パナマで放送されたテレビ番組「ロ・メホール・デル・ボクセオ」（ザ・ベスト・オブ・ボクシング）で「医療上の査定」を理由に現役引退を発表した。
2019年4月13日、パナマシティにて復帰戦を行い、8回3-0の判定勝ちを収め復帰戦を白星で飾った。

### フェザー級
復帰後、数戦を行い2024年4月17日に後楽園ホールで7年7ヶ月ぶりの来日試合として元OPBF東洋太平洋フェザー級王者でWBA世界フェザー級10位の堤駿斗と対戦予定だったが、前日計量で堤がフェザー級契約体重の57.15kgを1.5kg超過し、2時間後の再計量でも50gしか落とせなかったため計量失格となった。両陣営と協議した結果、当日計量で堤が61.12kg以下をパスした場合のみ試合が成立し、堤は60.95kgでパスしたため試合成立。試合は3回2分45秒KO負けを喫し自身初の日本人ボクサー初勝利は持ち越しとなった。

## 戦績
- プロボクシング：51戦 43勝 (15KO) 7敗 1分

| 戦           | 日付           | 勝敗 | 時間     | 内容         | 対戦相手                       | 国籍           | 備考                                                              |
| ------------ | -------------- | ---- | -------- | ------------ | ------------------------------ | -------------- | ----------------------------------------------------------------- |
| 1            | 2002年3月10日  | ☆    | 4R       | 判定 3-0     | フセイン・サンチェス           | パナマ         | プロデビュー戦                                                    |
| 2            | 2002年3月16日  | ☆    | 4R       | 判定 3-0     | ハロルド・アロセメナ           | パナマ         |                                                                   |
| 3            | 2002年3月23日  | ☆    | 3R 1:44  | TKO          | フベンシオ・カバレロ           | パナマ         |                                                                   |
| 4            | 2002年5月11日  | ☆    | 1R 2:46  | TKO          | アネル・ミトレ                 | パナマ         |                                                                   |
| 5            | 2002年5月18日  | ☆    | 4R       | 判定 3-0     | フセイン・サンチェス           | パナマ         |                                                                   |
| 6            | 2002年8月3日   | △    | 4R       | 判定 1-1     | ハビエル・テージョ             | パナマ         |                                                                   |
| 7            | 2002年9月14日  | ☆    | 4R       | 判定 3-0     | フベンシオ・カバレロ           | パナマ         |                                                                   |
| 8            | 2002年10月26日 | ★    | 4R       | 判定 1-2     | リカルド・モリナ               | パナマ         |                                                                   |
| 9            | 2003年5月3日   | ☆    | 6R       | 判定 3-0     | サトゥニオ・カマチョ           | パナマ         |                                                                   |
| 10           | 2003年5月16日  | ☆    | 2R 1:17  | TKO          | アレクサンデル・ムリージョ     | パナマ         |                                                                   |
| 11           | 2004年4月30日  | ☆    | 8R       | 判定 3-0     | サトゥニオ・カマチョ           | パナマ         |                                                                   |
| 12           | 2004年11月13日 | ☆    | 6R       | 判定 3-0     | デービス・アルセメナ           | パナマ         |                                                                   |
| 13           | 2005年1月28日  | ☆    | 9R 2:59  | TKO          | リカルド・モリナ               | パナマ         | WBAフェデセントロスーパーフライ級王座決定戦                       |
| 14           | 2005年8月20日  | ☆    | 10R      | 判定 3-0     | リカルド・モリナ               | パナマ         | WBAフェデセントロ・パナマスーパーフライ級タイトルマッチ           |
| 15           | 2006年3月21日  | ☆    | 10R      | 判定 3-0     | ヨグリ・エレラ                 | コロンビア     |                                                                   |
| 16           | 2006年5月5日   | ☆    | 10R      | 判定 3-0     | フェリックス・マチャド         | ベネズエラ     | WBAフェデセントロ・WBAフェデボルバンタム級王座決定戦              |
| 17           | 2006年8月5日   | ☆    | 5R       | TKO          | ホセ・デ・ヘスス・ロペス       | ベネズエラ     |                                                                   |
| 18           | 2006年9月2日   | ☆    | 10R      | 判定 3-0     | フランクリン・バレラ           | ベネズエラ     | WBAフェデセントロ防衛1                                            |
| 19           | 2006年12月7日  | ☆    | 4R 1:03  | TKO          | エドゥアルド・パチェコ         | コロンビア     |                                                                   |
| 20           | 2007年2月3日   | ☆    | 10R      | 判定 3-0     | ネストール・ウーゴ・パニアグア | アルゼンチン   | WBAフェデカリブバンタム級王座決定戦                               |
| 21           | 2007年3月24日  | ☆    | 2R 2:44  | KO           | ルイス・ベナビデス             | コロンビア     |                                                                   |
| 22           | 2007年6月2日   | ☆    | 10R      | 判定 3-0     | トマス・ロハス                 | メキシコ       | WBAフェデカリブ防衛1                                              |
| 23           | 2007年8月16日  | ☆    | 1R 1:06  | TKO          | リカルド・バルガス             | メキシコ       | WBA世界バンタム級挑戦者決定戦 WBAフェデセントロ防衛2              |
| 24           | 2008年5月31日  | ☆    | 12R      | 判定 3-0     | ウラジミール・シドレンコ       | ウクライナ     | WBA世界バンタム級タイトルマッチ                                   |
| 25           | 2008年9月18日  | ☆    | 7R       | 負傷判定 3-0 | セシリオ・サントス             | メキシコ       | WBA防衛1                                                          |
| 26           | 2008年10月30日 | ☆    | 12R      | 判定 3-0     | ロリー松下（カシミ）           | フィリピン     | WBA防衛2                                                          |
| 27           | 2009年5月2日   | ☆    | 12R      | 判定 2-1     | ウラジミール・シドレンコ       | ウクライナ     | WBA防衛3                                                          |
| 28           | 2009年7月4日   | ☆    | 12R      | 判定 2-1     | マヤル・モンシプール           | フランス       | WBA防衛4                                                          |
| 29           | 2009年10月9日  | ☆    | 6R 2:13  | TKO          | ホルヘ・オテロ                 | コロンビア     |                                                                   |
| 30           | 2009年12月4日  | ☆    | 11R 2:56 | TKO          | フレデリック・パトラック       | フランス       | WBA防衛5                                                          |
| 31           | 2010年3月27日  | ☆    | 12R      | 判定 2-1     | ネオマール・セルメニョ         | ベネズエラ     | WBA世界バンタム級王座統一戦 WBA防衛6                              |
| 32           | 2010年8月14日  | ☆    | 12R      | 判定 2-1     | ネオマール・セルメニョ         | ベネズエラ     | WBA防衛7→スーパー王座に認定                                       |
| 33           | 2011年6月17日  | ☆    | 8R 終了  | TKO          | ロレンソ・パーラ               | ベネズエラ     | WBA防衛8                                                          |
| 34           | 2011年12月3日  | ☆    | 12R      | 判定 3-0     | ビック・ダルチニアン           | オーストラリア | WBA防衛9                                                          |
| 35           | 2012年4月21日  | ☆    | 9R 0:10  | TKO          | デビッド・デ・ラ・モラ         | メキシコ       | WBA防衛10                                                         |
| 36           | 2012年11月10日 | ★    | 12R      | 判定 0-3     | アブネル・マレス               | メキシコ       | WBC世界スーパーバンタム級タイトルマッチ                           |
| 37           | 2013年8月10日  | ☆    | 12R      | 判定 3-0     | ウィリアム・ウリナ             | コロンビア     | WBA防衛11                                                         |
| 38           | 2014年3月22日  | ☆    | 12R      | 判定 3-0     | ハビエル・チャコン             | アルゼンチン   | WBA防衛12                                                         |
| 39           | 2014年9月26日  | ★    | 6R 終了  | 負傷判定 0-3 | ファン・カルロス・パヤノ       | ドミニカ共和国 | WBA陥落                                                           |
| 40           | 2015年9月22日  | ★    | 12R      | 判定 1-2     | 山中慎介（帝拳）               | 日本           | WBC世界バンタム級タイトルマッチ                                   |
| 41           | 2016年4月30日  | ☆    | 12R      | 判定 3-0     | スリヤン・ソー・ルンヴィサイ   | タイ           | WBC世界バンタム級シルバー王座決定戦 WBC世界バンタム級挑戦者決定戦 |
| 42           | 2016年9月16日  | ★    | 7R 1:09  | TKO          | 山中慎介（帝拳）               | 日本           | WBC世界バンタム級タイトルマッチ                                   |
| 43           | 2017年5月27日  | ★    | 3R 2:32  | KO           | フリオ・セハ                   | メキシコ       | WBC世界スーパーバンタム級挑戦者決定戦                             |
| 44           | 2019年4月30日  | ☆    | 8R       | 判定 3-0     | ダニエル・カルーラ・モンカダ   | メキシコ       |                                                                   |
| 45           | 2019年11月27日 | ☆    | 8R 0:26  | 失格         | ルイス・ニーノ                 | ベネズエラ     |                                                                   |
| 46           | 2021年5月21日  | ☆    | 10R      | 判定 3-0     | ルーベン・トスタード・ガルシア | メキシコ       | WBAフェデラテンフェザー級王座決定戦                               |
| 47           | 2021年10月15日 | ☆    | 1R 1:25  | KO           | ワルベルト・ラモス             | コロンビア     | WBAフェデラテン防衛1                                              |
| 48           | 2022年3月12日  | ☆    | 10R 1:23 | TKO          | グスターボ・ピーナ・メルガール | メキシコ       | WBAフェデラテン防衛2                                              |
| 49           | 2022年10月30日 | ☆    | 1R 2:37  | KO           | フリオ・セサール・クルス       | メキシコ       |                                                                   |
| 50           | 2023年3月30日  | ☆    | 8R       | 判定 3-0     | ウーゴ・ベリオ                 | コロンビア     |                                                                   |
| 51           | 2024年4月17日  | ★    | 3R 2:45  | KO           | 堤駿斗（志成）                 | 日本           |                                                                   |
| テンプレート |                |      |          |              |                                |                |                                                                   |

## 獲得タイトル
- WBAフェデセントロスーパーフライ級王座
- パナマスーパーフライ級王座
- WBAフェデセントロバンタム級王座
- WBAフェデボルバンタム級王座
- WBAフェデカリブバンタム級王座
- WBA世界バンタム級王座（防衛7=スーパー王座に認定）
- WBA世界バンタム級スーパー王座（防衛5）
- WBC世界バンタム級シルバー王座
- WBAフェデラテンフェザー級王座